# Route 170 (Québec)
Pour les articles homonymes, voir R170 et Route 170.
La route 170 (R-170) est une route nationale québécoise d'orientation est / ouest située sur la rive nord du fleuve Saint-Laurent. Elle dessert les régions administratives du Saguenay-Lac-Saint-Jean et de la Capitale-Nationale.

## Tracé
La route 170 débute à Métabetchouan–Lac-à-la-Croix en bordure du Lac Saint-Jean et suit la rive sud de la rivière Saguenay jusqu'au fleuve Saint-Laurent à Saint-Siméon. Sur son trajet, elle traverse la ville de Saguenay. Elle est aussi classée comme route collectrice du Canada entre ses kilomètres 166,4 et 207 et comme route principale entre ses kilomètres 125,8 et 143,1.
À la fin des années 1990, il fut décidé de transformer une partie de la route 170 entre Jonquière et Alma en voie rapide à quatre voies plutôt que de construire l'A-70 en parallèle. La section n'est pas une autoroute au sens propre du terme bien qu'elle poursuive sans coupure le tracé de l'A-70. À l'est du secteur La Baie à Saguenay, la route offre de beaux paysages alors qu'elle borde le parc national du Fjord-du-Saguenay.

## Localités traversées (de l'ouest vers l'est)
Liste des municipalités dont le territoire est traversé par la route 170, regroupées par municipalité régionale de comté.

### Saguenay-Lac-Saint-Jean
Lac-Saint-Jean-Est
- Métabetchouan–Lac-à-la-Croix
- Saint-Gédéon
- Saint-Bruno

Le Fjord-du-Saguenay
- Larouche

Hors MRC
- Saguenay
  - Arrondissement Jonquière
  - Arrondissement Chicoutimi
  - Arrondissement La Baie

Le Fjord-du-Saguenay
- Saint-Félix-d'Otis
- Rivière-Éternité
- L'Anse-Saint-Jean
- Petit-Saguenay

### Capitale-Nationale

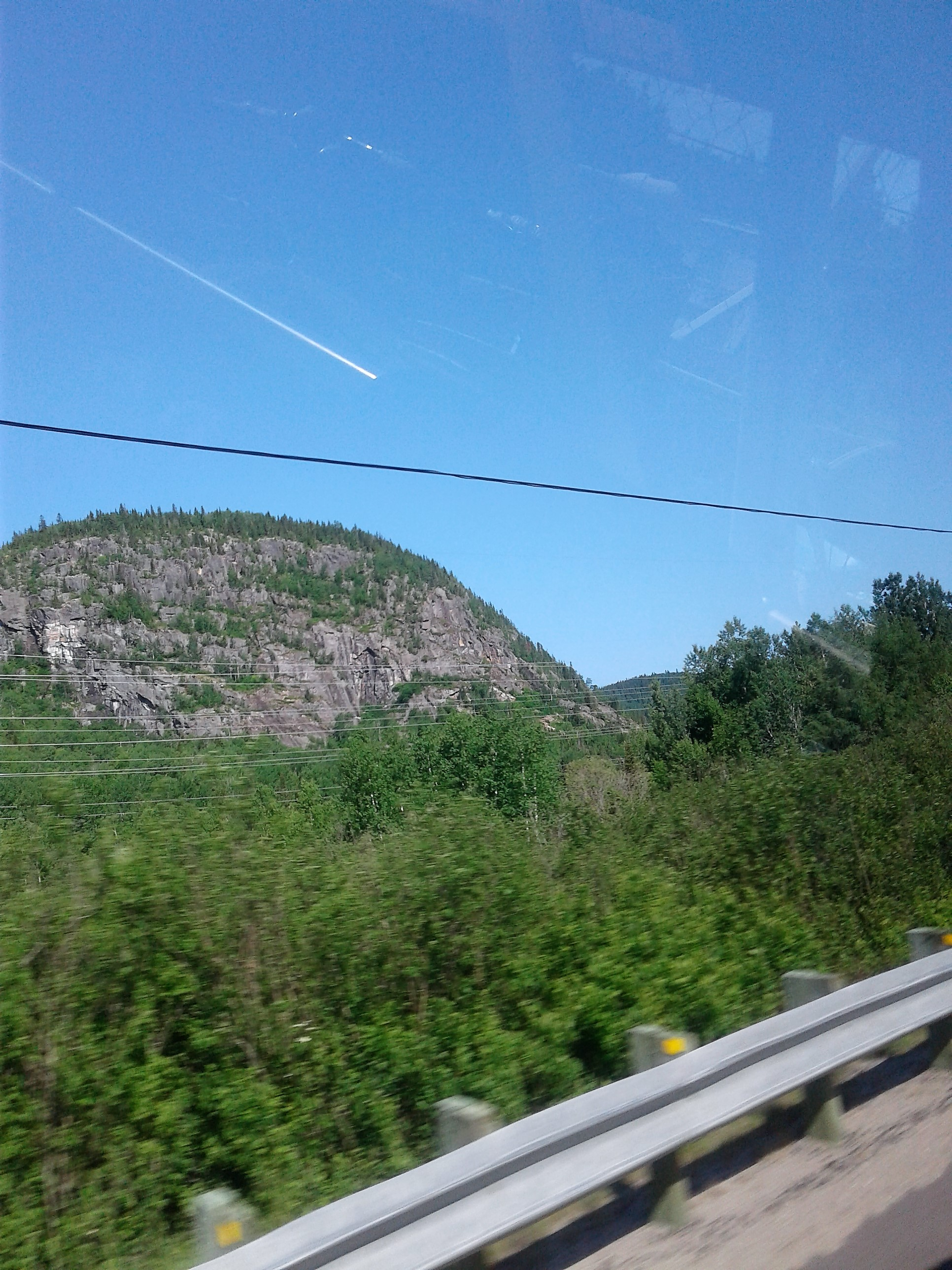
La route 170 à Saint-Siméon

Charlevoix-Est
- Sagard (TNO)
- Mont-Élie (TNO)
- Saint-Siméon

## Intersections majeures
| MRC                     | Municipalité                 | km     | Destinations                                      | Notes                                                             |
| ----------------------- | ---------------------------- | ------ | ------------------------------------------------- | ----------------------------------------------------------------- |
| Lac-Saint-Jean-Est      | Métabetchouan–Lac-à-la-Croix | 0,00   | R-169 – Métabetchouan–Lac-à-la-Croix, Hébertville |                                                                   |
| Lac-Saint-Jean-Est      | Saint-Bruno                  | 14,60  | R-169 sud – Hébertville                           | Terminus ouest du multiplex avec la R-169; carrefour giratoire    |
| Lac-Saint-Jean-Est      | Saint-Bruno                  | 15,40  | R-169 nord – Alma                                 | Terminus est du multiplex avec la R-169                           |
| Saguenay                | Saguenay                     | 42,10  | A-70 est – Saguenay                               | Terminus ouest de l'A-70                                          |
| Saguenay                | Saguenay                     | 53,50  | R-372 vers A-70 – Shipshaw, Lac-Kénogami          |                                                                   |
| Saguenay                | Saguenay                     | 58,90  | A-70 – Chicoutimi, La Baie, Jonquière, Alma       | Sortie 42 de l'A-70                                               |
| Saguenay                | Saguenay                     | 63,60  | R-175 (Boulevard Talbot)                          |                                                                   |
| Saguenay                | Saguenay                     | 65,80  | Vers A-70 – Chicoutimi, La Baie, Jonquière        | Sortie 50 de l'A-70                                               |
| Saguenay                | Saguenay                     | 73,30  | A-70 – Chicoutimi, Jonquière                      | Terminus est de l'A-70                                            |
| Saguenay                | Saguenay                     | 79,30  | R-381 sud – Ferland-et-Boilleau, Baie-Saint-Paul  | Terminus nord de la R-381; indications en direction est seulement |
| Saguenay                | Saguenay                     | 81,80  | R-372 ouest – Chicoutimi                          | Terminus est de la R-372                                          |
| Charlevoix-Est          | Saint-Siméon                 | 208,80 | R-138 – Tadoussac, La Malbaie, Baie-Saint-Paul    |                                                                   |
| - Terminus de multiplex |                              |        |                                                   |                                                                   |